# Roberto Puddu
Roberto Puddu (* 24. Mai 1987 in Terralba, Provinz Oristano in Sardinien) ist ein italienischer ehemaliger Fußballspieler auf der Position eines Stürmers.
Puddu startete seine Profikarriere beim italienischen Erstligisten Cagliari Calcio, für den er am 28. Januar 2007 im Heimspiel gegen Reggina Calcio in der Serie A debütierte. In der Saison 2006/07 kam er noch zu einem weiteren Einsatz in der höchsten Spielklasse und blieb ohne Torerfolg. Zur Saison 2007/08 verließ Puddu den sardischen Verein in Richtung Giulianova, wo er beim dort ansässigen Verein Giulianova Calcio einen Kontrakt unterschrieb. Beim Viertligisten kam er in 20 Ligaspielen der Serie C2 zum Einsatz und schoss keinen einzigen Treffer. Nach einem Jahr kehrte er dem Verein den Rücken und ging zurück nach Sardinien. Puddu unterschrieb einen Vertrag beim Viertligisten Polisportiva Alghero, wo er sich im Saisonverlauf einen Stammplatz erspielte und fünf Tore erzielte. Nach der Saison 2009/10 wechselte er zum SS Tavolara Calcio. Im Sommer 2010 verließ er SS Tovalara und unterschrieb bei Selargius Calcio. Weil er dort nicht richtig Fuß fasste, wechselte er bereits im Januar 2011 zu GSD Quartu 2000.